# Vukanci
 Vukanci  falu Horvátországban Krapina-Zagorje megyében. Közigazgatásilag Mače községhez tartozik.

## Fekvése
Krapinátóltól 14 km-re délkeletre, községközpontjától  3 km-re északra a Horvát Zagorje területén fekszik.

## Története
A falunak 1857-ben 304, 1910-ben 524 lakosa volt. Trianonig Varasd vármegye Zlatari járásához tartozott. 2001-ben 273 lakosa volt.

## Híres emberek
Itt született 1839. június 14-én Stjepan Spevec jogtudós, egyetemi tanár, politikus, a Zágrábi Egyetem rektora.

## Külső hivatkozások
A község hivatalos oldala